# Thymidinmonofosfát
Thymidinmonofosfát (TMP nebo dTMP, kyselina 5′-thymidylová) je nukleotid složený z cukru deoxyribózy, nukleové báze thyminu a jedné fosfátové skupiny. Je to vlastně ester kyseliny fosforečné a nukleosidu thymidinu. Jako substituent má podobu předpony thymidylyl-.
Thymidinmonofosfát je součástí DNA. Na rozdíl od ostatních deoxyribonukleotidů se v jeho názve obvykle vynechává předpona "deoxy", protože jeho forma s ribózou se v RNA nevyskytuje. Jeho symbol však často obsahuje "d", tedy dTMP. V DNA se páruje s deoxyadenozinmonofosfátem (dAMP).
Thymidinmonofosfát je využíván hlavně při syntéze DNA. Většina jeho dalších aktivit zůstává dosud neznámá.

## TMP v DNA
Ve struktuře DNA vytvářejí její polynukleotidový řetězec čtyři nukleotidy. Ty se liší dusíkatými bázemi (purinové a pyrimidinové), které jsou k sobě připojené ve specifických sekvencích. Jedná se o tyto nukleotidy:
- Adenosinmonofosfát (AMP) nebo (dAMP)
- Guanosinmonofosfát (GMP) nebo (dGMP)
- Cytidinmonofosfát (CMP) nebo (dCMP)
- Thymidinmonofosfát (TMP) nebo (dTMP)

Purinové báze adenin (A) a guanin (G) v DNA vytvářejí komplementární vodíkové vazby s pyrimidinovými bázemi - cytosinem (C) a thyminem (T).
Pyrimidinová báze thymin je komplementární k purinové bázi - adeninu. To je důvod, proč thymin z TMP kteréhokoli vlákna DNA vytváří vodíkové dvojné vazby se základním adeninem z AMP druhého vlákna stejné DNA.